# Rechte ganzerik
De rechte ganzerik (Potentilla recta) is een meerjarige plant uit de rozenfamilie (Rosaceae).
Deze plant, die hoogte kan bereiken van 30 tot 70 cm, ontspruit aan een wortelstok. Hij vormt een rozet van vijf tot zeven, behaarde, handvormig samengestelde bladeren. Uit de rozet groeien stengels op met een pluim van gele bloemen met een zwavelkleurige kroon. 
Hij heeft een verspreidingsgebied van het oosten van Europa tot het westen van Azië en heeft een voorliefde voor droge, zonrijke plekken.

## Foto's
|  |  |

... · 
P. anglica (Kruipganzerik) · 
P. anserina (Zilverschoon) · 
P. argentea (Viltganzerik) · 
P. erecta (Tormentil) · 
P. indica (Schijnaardbei) · 
P. intermedia (Middelste ganzerik) · 
P. norvegica (Noorse ganzerik) · 
P. palustris (Wateraardbei) · 
P. recta (Rechte ganzerik) · 
P. reptans (Vijfvingerkruid) · 
P. sterilis (Aardbeiganzerik) · 
P. sterneri · 
P. supina (Liggende ganzerik) · 
P. tabernaemontani (Voorjaarsganzerik) · 
...